# Antoni Kątski

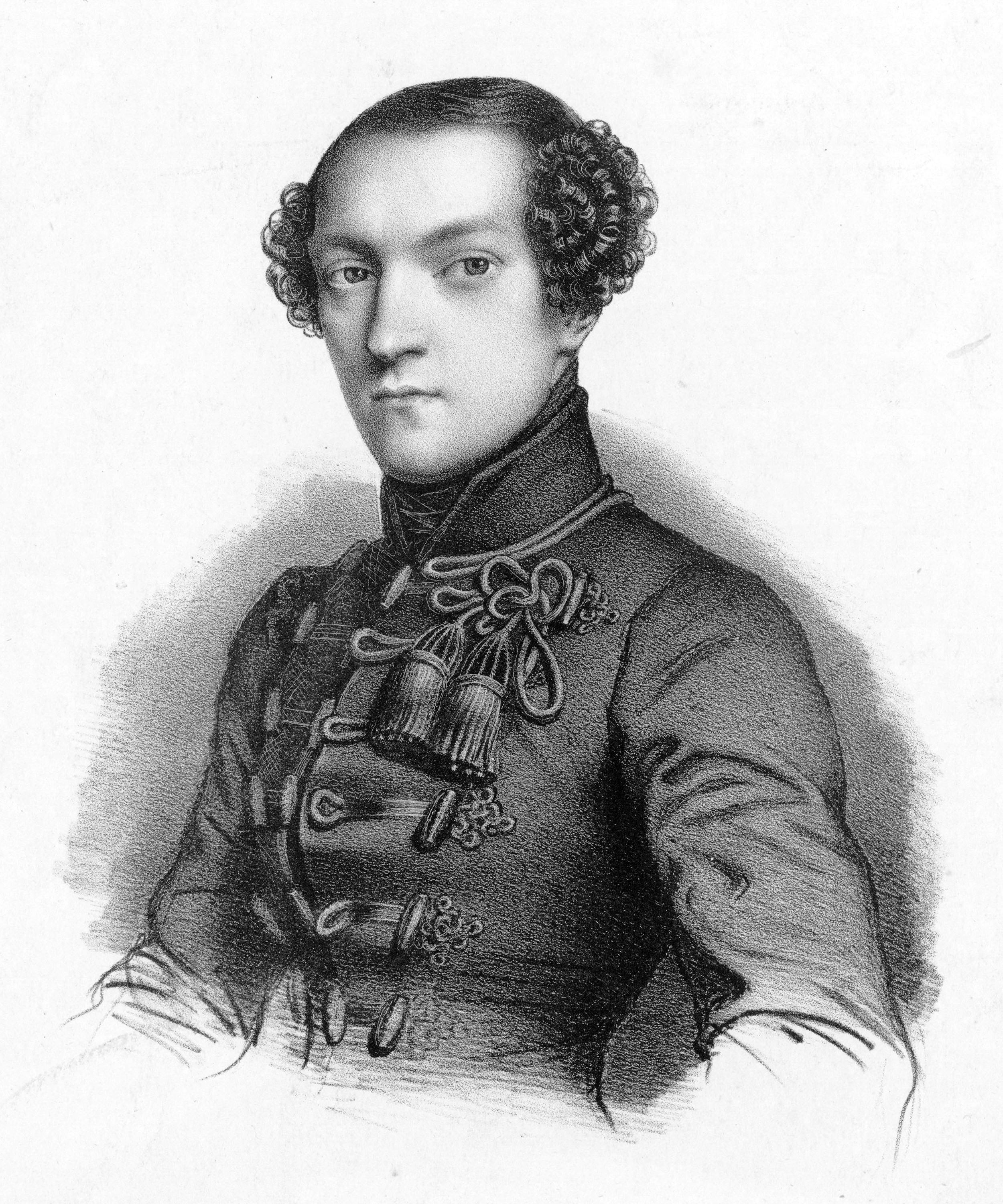
Antoni Kątski

Antoni Kątski, auch Antoine de Kontski (* 27. Oktober 1817 in Krakau; † 7. Dezember 1899 in Iwanytschi), war ein polnischer Klaviervirtuose und Komponist.

## Leben
Kątski war ein Sohn des Gutsbesitzers und späteren Warschauer Schulinspektors Gregor Kątski. Seine Brüder Karol und Stanisław waren ebenfalls Pianisten, sein Bruder Apolinary war Geiger. Er hatte auch eine Schwester Eugenie (* 22. November 1816), die als Pianistin und Sängerin bekannt wurde. Seinen ersten öffentlichen Auftritt hatte er bereits am 3. Februar 1822, als er gemeinsam mit seinem Bruder Karol in Krakau auftrat.
Er wurde zunächst von seinem Vater im Klavierspiel unterrichtet und kam danach 1823 zu Markensdorf an das Warschauer Konservatorium. 1829 wurde er ein Schüler von John Field in Moskau und erlernte von 1832 bis 1836 am Konservatorium der Gesellschaft der Musikfreunde in Wien bei Simon Sechter die Komposition und bei Sigismund Thalberg das Klavierspiel. Anschließend wirkte er bis 1851 als Pianist in Paris, bis 1853 als Hofpianist in Berlin, von 1854 bis 1867 in Sankt Petersburg und ließ sich von da an bis 1883 in London als Klavierlehrer nieder. Er übersiedelte 1883 in die Vereinigten Staaten, wo er zunächst in Michigan und bis 1889 in New York City lebte. Kątski trat weltweit in Konzerten auf und galt als Künstler der Französischen Schule. Zu seinem Repertoire gehörten insbesondere die Werke der Klassik und der frühen Romantik.

## Werke (Auswahl)
Er komponierte über vierhundert Salonstücke für das Klavier.
- Das Erwachen des Löwen (französisch Le reveil du lion)
- 1880:Marcello (Oper)
- drei Operetten: Les Deux Distraits (nach Die Zerstreuten von August Friedrich Ferdinand von Kotzebue, 1872), Anastasie (1882) und Le Sultan de Zanzibar (1885).
- Edition nouvelle et augmentée de L’Indispensable du Pianiste exercices quotidiens pour le piano. op. 100 Trautwein, Berlin [1851].

Diskografie
- 2017: Piano Works vol. 1 (Slawomir Dobrzanski, Klavier) – Acte Préalable AP0388
- 2018: Piano Works vol. 2 (Sławomir Dobrzański, Agustin Muriago – Klavier) – Acte Préalable AP0424